# Brognard
Brognard is een gemeente in het Franse departement Doubs (regio Bourgogne-Franche-Comté) en telt 433 inwoners (2004). De plaats maakt deel uit van het arrondissement Montbéliard.

## Geografie
De oppervlakte van Brognard bedraagt 2,9 km², de bevolkingsdichtheid is 149,3 inwoners per km².

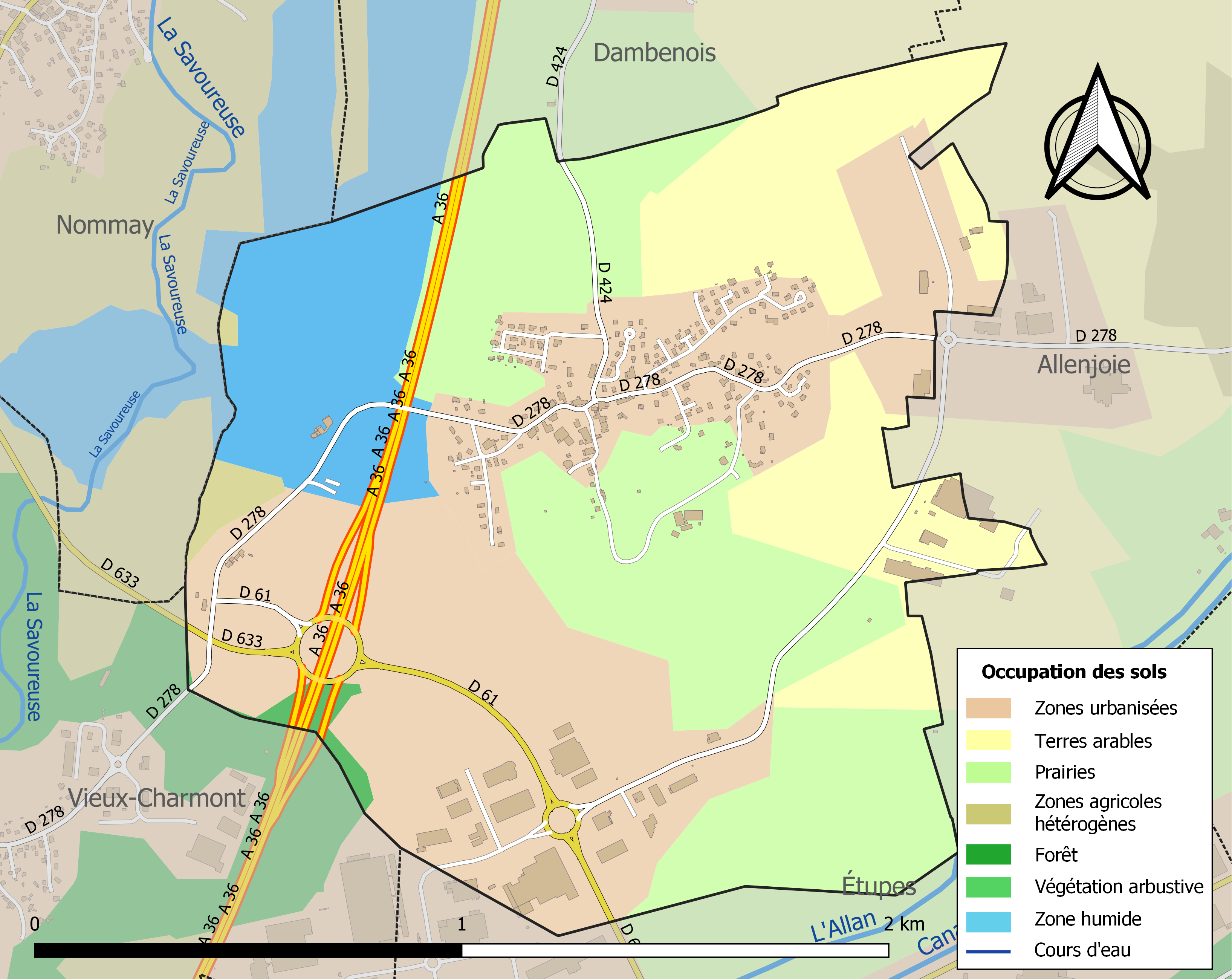
Kaart van de gemeente met de belangrijkste infrastructuur, bodemgebruik en omliggende gemeenten

## Verkeer
Brognard heeft een aansluiting op de autoweg A36.

## Demografie
Onderstaande figuur toont het verloop van het inwonertal (bron: INSEE-tellingen).